# 산본로
산본로(Sanbon-ro, 山本路)는 경기도 군포시 당정동(의왕시계)과 산본동 산본 나들목을 잇는 도로이다. 군포고가교를 포함하여 의왕시계에서 우리은행사거리에 이르는 구간은 2013년 12월 20일에 준공되었다.

## 구간

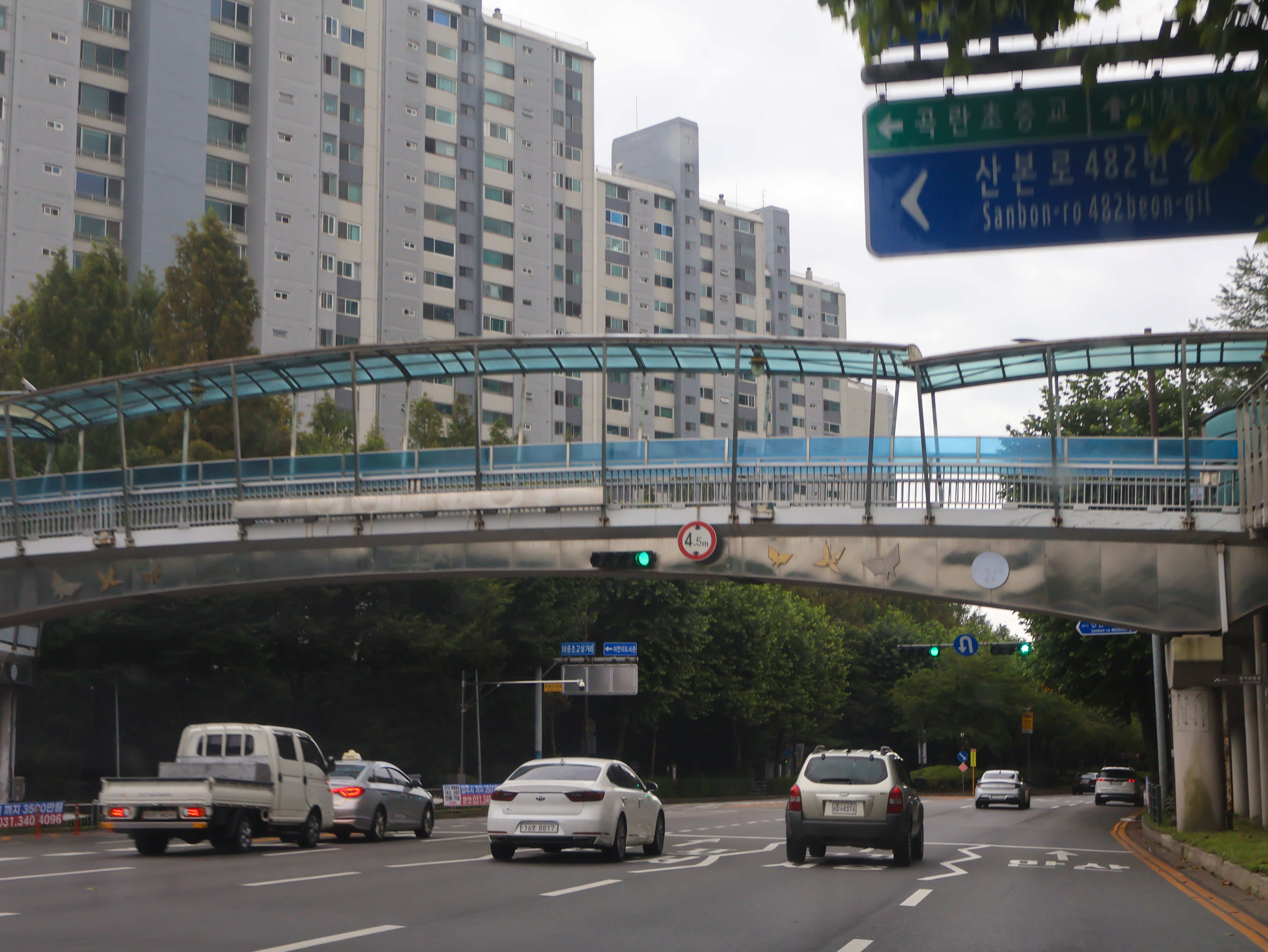
태을초교삼거리 (2023년 7월)

- 의왕시계 (의왕군포로 직결, 고래들길)
- 애자교
- 이름 없음 (맑은내1길)
- 이름 없음
- 이름 없음 (당정로)
- 군포고가교 (고가 하부: 당정로, 공단로)
- 우리은행사거리 (국도 제47호선 군포로)
- 당말지하차도
- 당말지하차도 상부 (이름 없음 (당산로) 이름 없음 (금당로))
- 체육광장사거리 (오금로)
- 산본역동부사거리 (번영로)
- (군포시청) (청백리길)
- 중앙공원사거리 (산본천로)
- 문화예술회관사거리 (고산로)
- 산본성당사거리
- 태을초교삼거리
- 산본 나들목 (수도권제1순환고속도로)

## 주요 시설
- 군포시민체육광장 (경기도 군포시 산본로 267)
- 원광대학교 산본병원 (경기도 군포시 산본로 321)
- 군포시청소년수련관 (경기도 군포시 산본로 322)
- 원광대학교 산본한방병원 (경기도 군포시 산본로 327)
- 군포우체국 (경기도 군포시 산본로 328)
- 산본고등학교 (경기도 군포시 산본로 451-12)
- 태을초등학교 (경기도 군포시 산본로 451-49)